# St. Georg (Tüßling)

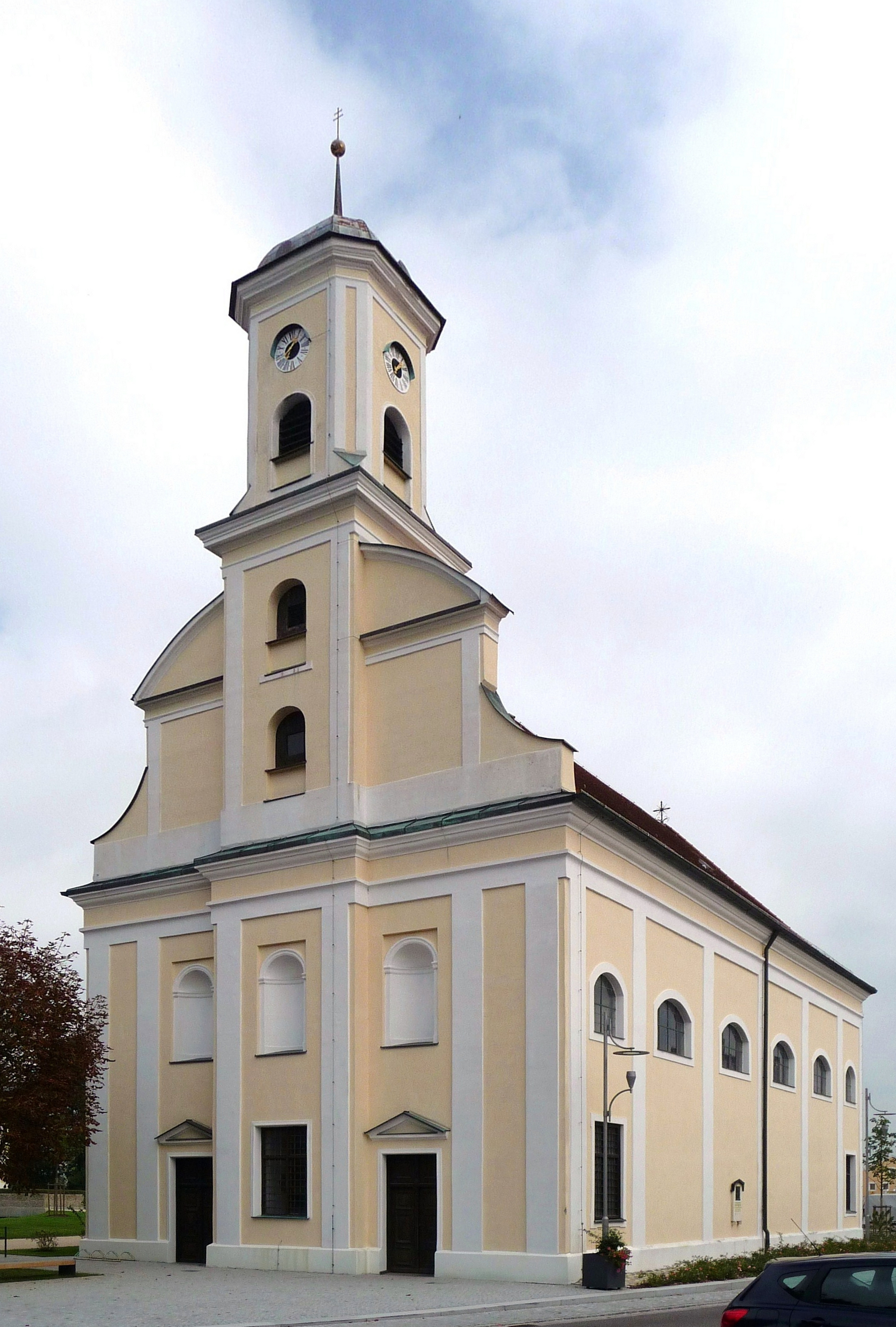
St. Georg in Tüßling

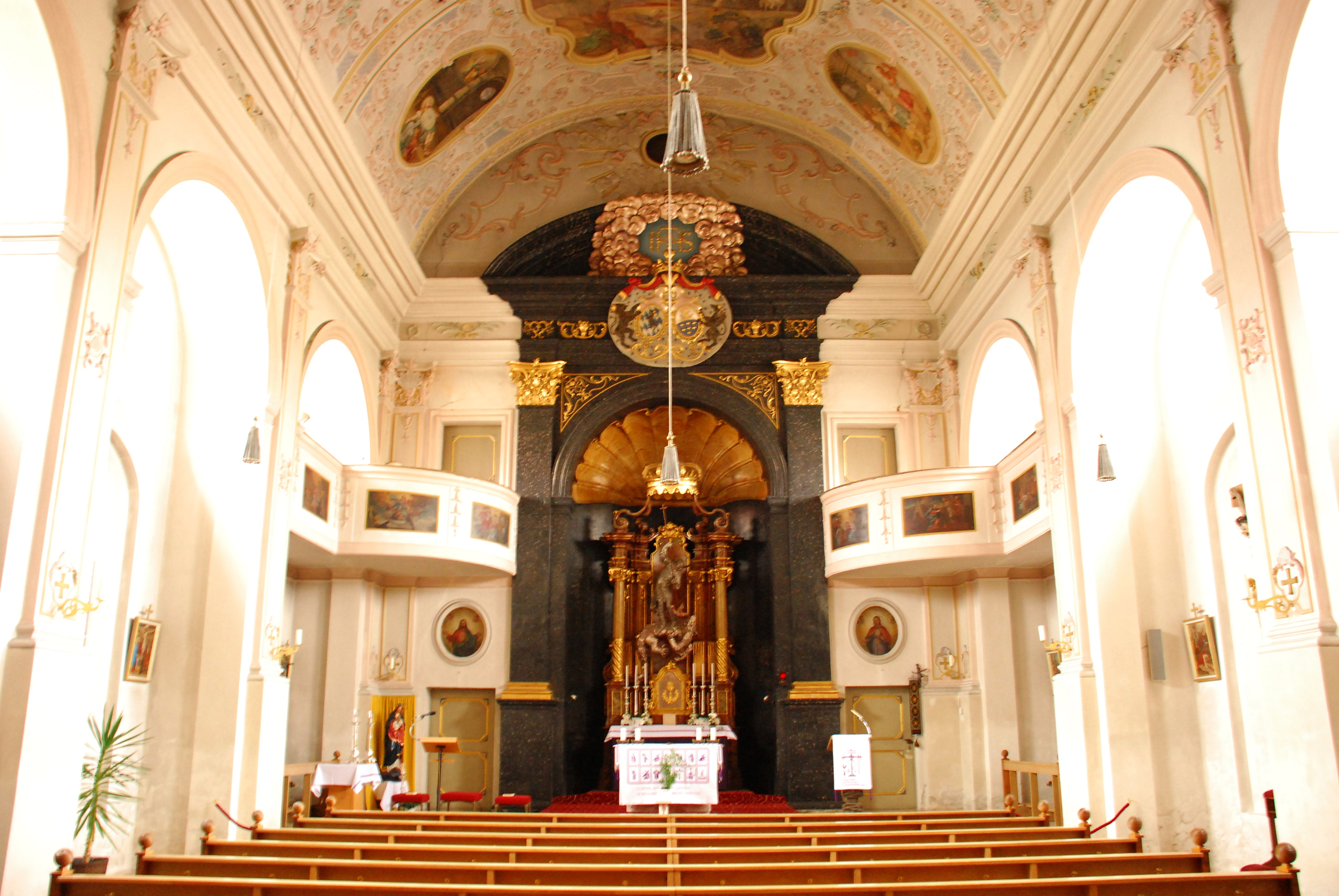
Innenraum

Die römisch-katholische Pfarrkirche St. Georg steht in Tüßling, einem Markt im oberbayerischen Landkreis Altötting. Sie ist in der Liste der Baudenkmäler in Tüßling unter der Nr. D-1-71-133-5 eingetragen. Die Kirche gehört zum Dekanat Altötting im Bistum Passau.

## Beschreibung
Die barocke Wandpfeilerkirche wurde 1725/26 errichtet. Sie besteht aus dem Langhaus und dem dreiseitig geschlossenen Chor im Osten. Über dem Schweifgiebel der Fassade im Westen erhebt sich ein Dachreiter mit der Turmuhr und einer Glockenhaube als Dach. Das Langhaus ist mit einem Tonnengewölbe überspannt. Der Altar aus Stuckmarmor ist als Ädikula ausgeführt.

## Orgel

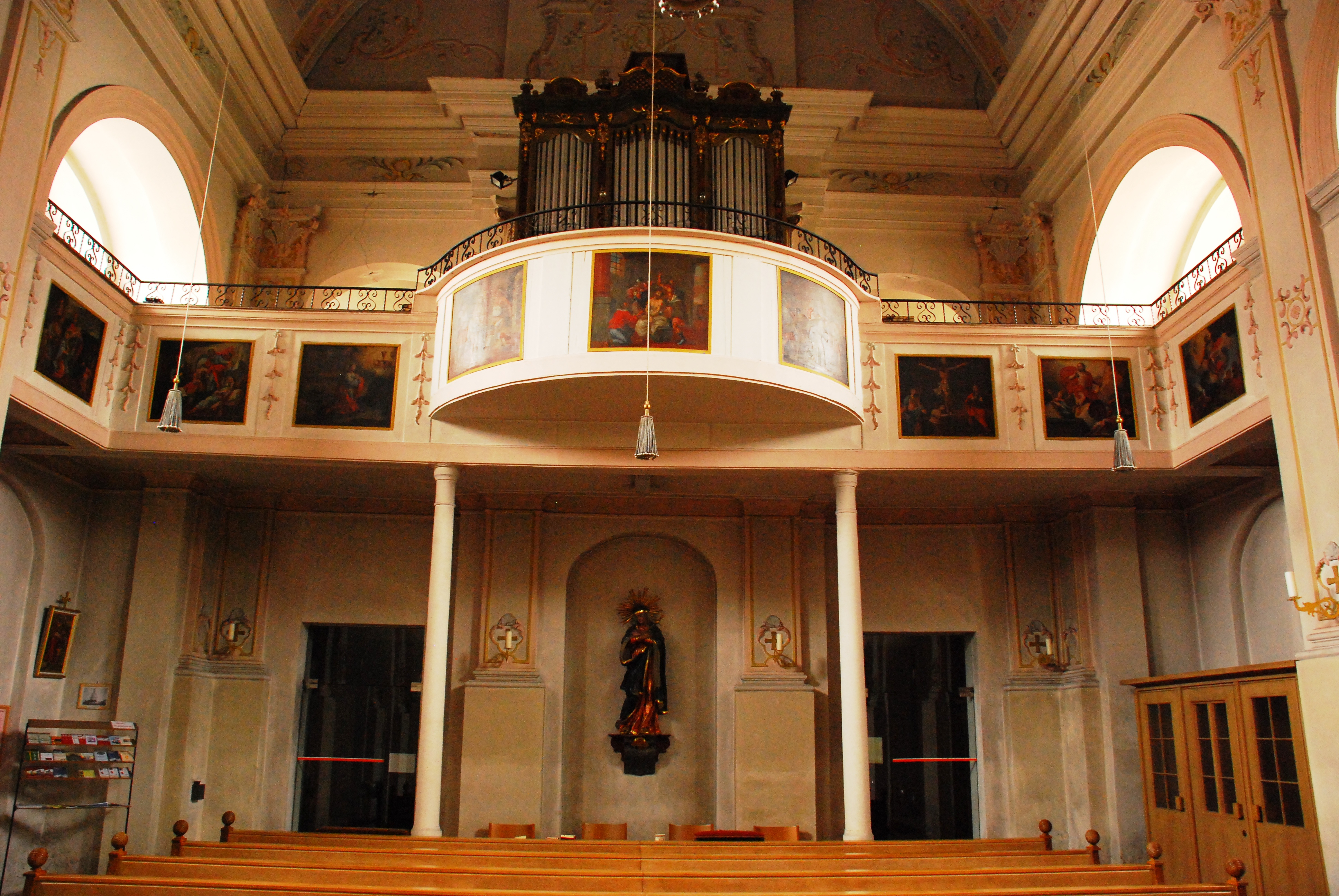
Orgel

Die Orgel mit sieben Registern auf einem Manual und Pedal wurde 1907 von Franz Borgias Maerz erbaut. Die Disposition des pneumatischen Taschenladen-Instruments lautet:
| Manual C–f3    |       |
| Principal      | 8′    |
| Gedeckt        | 8′    |
| Salicional     | 8′    |
| Viola di Gamba | 8′    |
| Oktave         | 4′    |
| Mixtur         | 2 ⁄3′ |

| Pedal C–d1 |     |
| Subbaß     | 16′ |

- Koppeln: M/P